# 1485 en santé et médecine
| Années de la santé et de la médecine : 1482 - 1483 - 1484 - 1485 - 1486 - 1487 - 1488    |
| Décennies de la santé et de la médecine : 1450 - 1460 - 1470 - 1480 - 1490 - 1500 - 1510 |

Cet article présente les faits marquants de l'année 1485 en santé et médecine.

## Événements

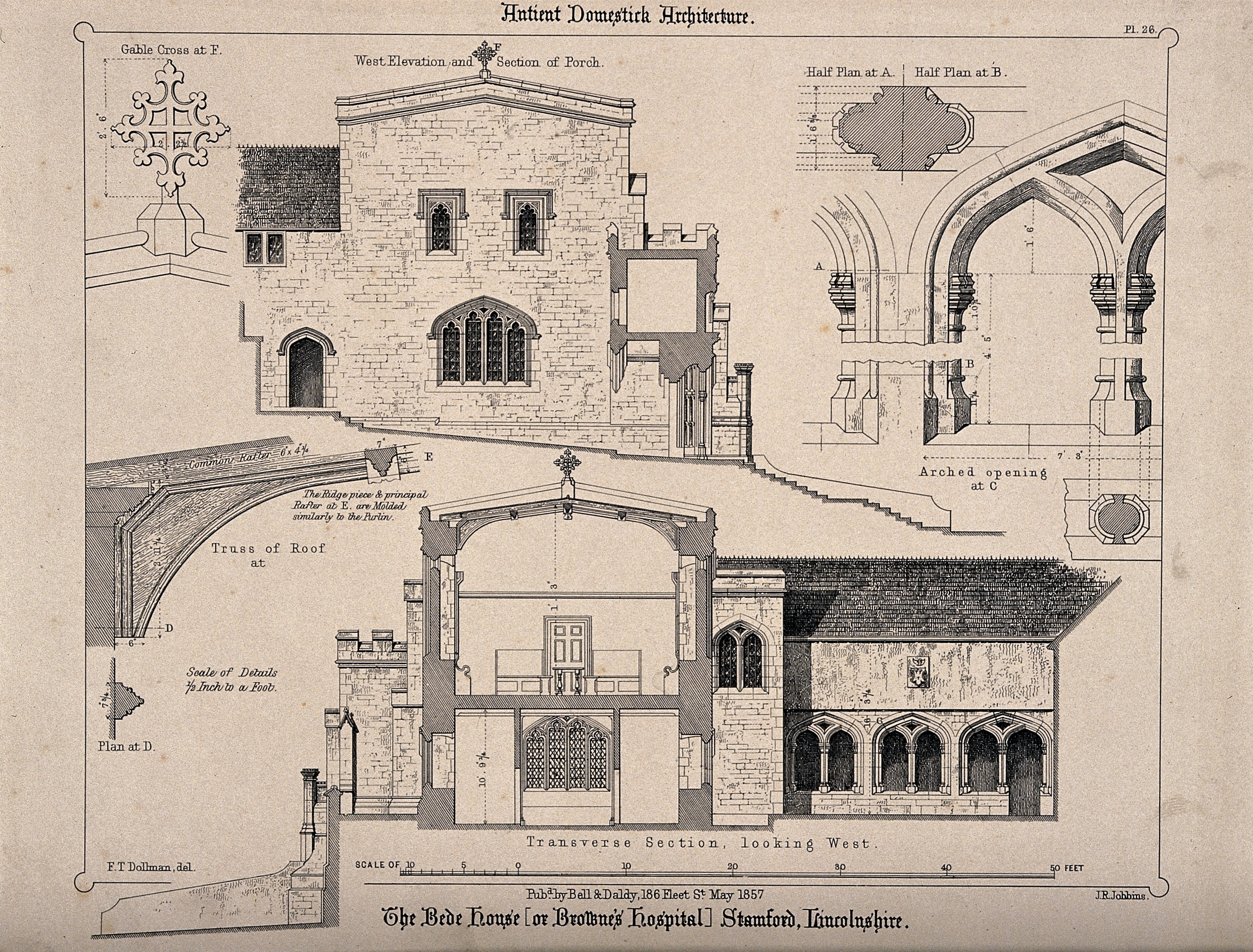
Stamford Browne's Hospital
John R. Jobbins, 1857
d'après Francis Th. Dollman

- 31 janvier : fondation de l'hôpital des Infez (« infectés ») à Grenoble dans la boucle de l'Île-Verte[1].
- Éléonore, femme de Jean II, roi de Portugal, fonde en Estrémadure, sur les terres d'Óbidos, le premier hôpital thermal connu, autour duquel se développera la ville de Caldas da Rainha[2].
- Fondation à Stamford, dans le Lincolnshire, en Angleterre, d'un hôpital ou bead-house (« oratoire »), dit Browne's Hospital (en), du nom de son fondateur, William Browne (en), Mayor du staple de Calais, qui le destine à l'entretien de dix hommes et de deux femmes démunis[3],[4].
- L'Angleterre est frappée par la première des cinq épidémies connues de suette anglaise, qui fait des milliers de victimes, dont le lord-maire de Londres et son successeur[5].
- 1485-1486 : la république de Venise établit une cour permanente (Magistrato alla Sanità (it)) composée de trois provéditeurs principalement chargés de la prévention des épidémies en provenance de l'étranger[6],[7].

## Publications
- Mars : Johannes de Cuba (1430-1503) fait paraître une nouvelle version, en haut allemand, de son Jardin de santé (Gart der Gesuntheit), premier ouvrage encyclopédique d'histoire naturelle imprimé en langue vulgaire, et qui sera traduit en français vers 1500[8],[9].
- Première édition du De balneis et thermis naturalibus omnibus Italiae de Michel Savonarole (1384-1468), à Ferrare[10].
- Édition à Londres, chez William de Machlinia (en) (fl. 1481-1486), du De secretis mulierum, attribué à Albert le Grand (1200-1280), et d'un Régime de pestilence longtemps attribué à Bengt Knutsson, évêque de Vasteras, mais qu'on doit plus vraisemblablement à Jean Jacme († 1384[11]).

## Personnalité
- 1473-1485 : floruit Saadia Adani, rabbin, médecin et philosophe yéménite, auteur de nombreux ouvrages dont certains de médecine, desquels il ne reste que des fragments[12].

## Naissances
- Jean Lange (mort en 1565), médecin, philosophe et humaniste allemand, élève de Nicolas Léonicène (1428-1524) et de Berengario da Carpi (1460-1530), archiatre de Louis de Pfalz puis de l'empereur Frédéric II[13].
- Vers 1485 : Gian Giacomo Adria (mort en 1560), médecin, historien et humaniste italien[14].

## Décès
- Entre le 25 décembre 1485 et le 14 mars 1487 : Fernand de Cordoue (es)  (né en 1421), philosophe et humaniste espagnol, professeur de médecine à Bologne en 1447-1448[15], auteur d'un traité sur les urines[16] et d'une somme de chirurgie[17].